# ODDJOB
有限会社ODDJOB（オッドジョブ、英: ODDJOB inc.）は、東京都渋谷区にあるアニメーションを制作している日本の企業。
ミュージックビデオ、アニメーション等の映像や、キャラクター、イラスト等のデザイン制作、コマーシャル、サウンドトラック等の音楽をするほか、
アーティスト等のマネージメント及びプロデュースやイベント等の企画及び制作も行う。

## 概要
ホフディランの初期メンバーだった「藤井進午」が設立。藤井はワークネームとして「シンゴスター」と名乗っている。

## アニメーション作品
- ゴー!ゴー!キッチン戦隊クックルン
- ジモトがジャパン
- がんばれ!長州くん
- アイラブみー
- KING OF PRISM ALL STARS -プリズムショー☆ベストテン-（2020年） - タツノコプロとの共同制作

『ZIP!』あさアニメ
- おはよう忍者隊ガッチャマン（2011年 - 2013年）
- マジンガーZIP!（2013年 - 2014年）
- おはようハクション大魔王（2014年 - 2015年）
- グッド・モーニング!!!ドロンジョ（2015年 - 2016年）

みんなのうた
- ◆は5分間1曲枠の楽曲。
- 1.まゆげダンス / チャラン・ポ・ランタン（2016年12月・2017年1月放送）
- 2.こうもりバットはグッドな紳士 / 水樹奈々（2019年10月・11月放送）